# Nordlevantinsk arabiska
Nordlevantinsk arabiska är en arabisk dialekt eller språkvariant som talas framför allt i Syrien. Den nordlevantiska arabiska dialekten hör till den levantiska arabiskan, även kallad östlig arabiska som talas i Levanten.